# 窄斑螳属
窄斑螳属（学名：Tenospilota）为螳科的一个属。

## 下属物种
本属包括以下物种：
- 新窄斑螳 Tenospilota nova Beier, 1930